# Sporting Clube de Portugal 2021-2022
Questa voce raccoglie le informazioni riguardanti lo Sporting Clube de Portugal nelle competizioni ufficiali della stagione 2021-2022.

## Stagione
La stagione 2021-2022 dello Sporting CP è l'88ª in Primeira Liga, che conferma l'allenatore ex Braga Rúben Amorim. La squadra di Lisbona, dopo aver vinto il campionato precedente si qualifica direttamente alla fase a gironi della Champions League. Il primo impegno ufficiale dei Leões è l'incontro di Supercoppa di Portogallo contro il Braga, vinto per 2-1, che vale il nono successo nella competizione. L'esordio in campionato sorride ai Verde e Brancos che battono il neopromosso Vizela per 3-0 all'Alvalade. Il 26 agosto a Istanbul ha luogo il sorteggio dei gironi di Champions League che vede impegnato il club nel gruppo C con i tedeschi del Borussia Dortmund, i campioni d'Olanda dell'Ajax e il Beşiktaş, campione di Turchia. Il 15 settembre lo Sporting esordisce in Europa, subendo una brutta sconfitta per mano dell'Ajax (1-5).

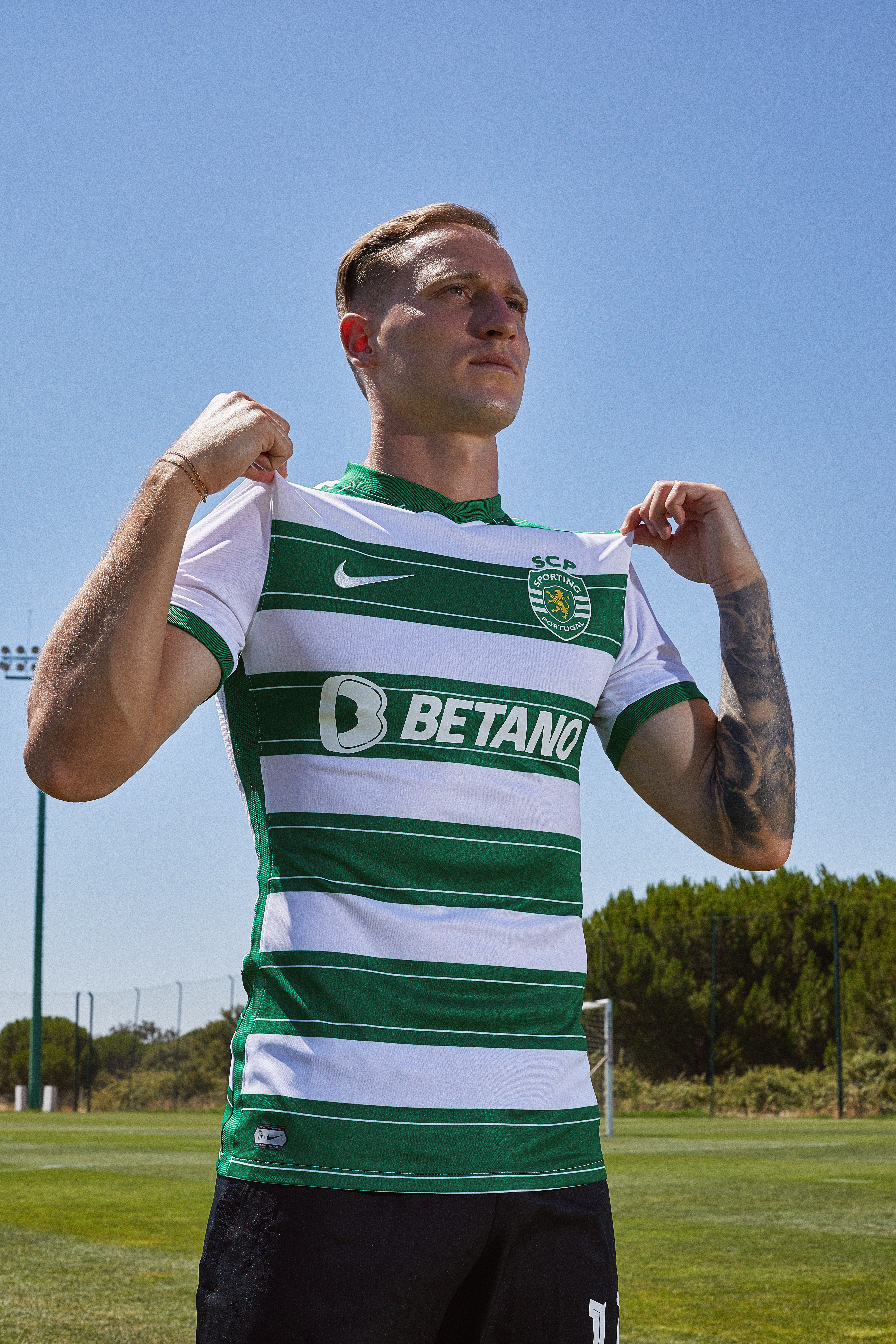
Nuno Santos in una sessione di allenamento

Il 15 ottobre i ragazzi di Amorim vincono il derby contro il Belenenses valido per il terzo turno di Taça de Portugal con un perentorio 4-0. Il 19 ottobre arriva la prima vittoria in Europa, grazie al 4-1 rifilato in Turchia al Beşiktaş. Il 18 novembre lo Sporting avanza in Coppa di Portogallo superando per 2-1 il Varzim nella gara valida per i sedicesimi di finale. Il 24 novembre, grazie alla vittoria per 3-1 contro il Borussia, la squadra di Amorim si qualifica alla fase a eliminazione diretta di Champions League con un turno di anticipo. Il 3 dicembre i Leões si aggiudicano l'andata del Derby de Lisboa vincendo per 3-1 in casa del Benfica. Il 22 dicembre lo Sporting Lisbona supera gli ottavi di finale di Taça de Portugal, battendo a domicilio il Casa Pia per 2-1.
Il 7 gennaio si conclude il girone di andata dello Sporting, con la squadra che subisce la prima sconfitta in campionato pur mantenendo il secondo posto in classifica alle spalle del Porto. L'11 gennaio lo Sporting Lisbona supera per 4-0 il Leça nella gara valida per i quarti di finale di Coppa di Portogallo.
Il 29 gennaio i Leões si riconfermano campioni in Taça da Liga, battendo in finale il Benfica per 2-1. Il 9 marzo, con una sconfitta complessiva per 5-0 – risultato maturato nella gara di andata, mentre quella di ritorno si è conclusa a reti inviolate – lo Sporting viene eliminato dalla Champions League per mano degli inglesi del Manchester City.
Il 17 aprile lo Sporting viene sconfitto dal Benfica per 2-0 nel ritorno del derby di Lisbona, consegnando virtualmente lo scudetto al Porto. Il 21 aprile i ragazzi di Amorim vengono estromessi in semifinale di Taça de Portugal, per mano dei Dragões che si sono imposti nel doppio confronto con un risultato complessivo di 3-1. Il 14 maggio si conclude la stagione dello Sporting di Lisbona, con la vittoria per 4-0 sul Santa Clara, che chiude il campionato con 85 punti come nella passata stagione e si qualifica alla UEFA Champions League 2022-2023.

## Maglie e sponsor
Lo sponsor tecnico per la stagione 2021-2022 è Nike. Lo sponsor ufficiale è Betano, quello posteriore è Super Bock.
|  | Casa |  | Trasferta |  | Terza maglia |

## Organigramma societario
Dal sito internet ufficiale della società.
Area direttiva
- Presidente: Frederico Nuno Faro Varandas
- Vice-presidenti: Francisco Albuquerque Salgado Zenha, Pedro José Correia de Barros de Lencastre, João Ataíde Ferreira Sampaio, Maria José Engrola Serrano Biléu Sancho
- Legali: Francisco André da Costa Cabral Bernardo, André Seabra dos Santos Cymbron, Miguel Ingenerf Duarte Afonso, Miguel Maria do Nascimento Nogueira Leite, Alexandre Matos Jorge Ferreira

Area tecnica
- Allenatore: Rúben Amorim

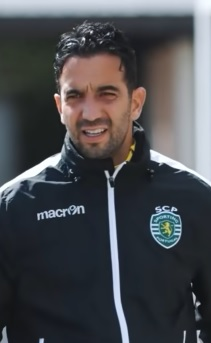
Rúben Amorim, sulla panchina dello Sporting dal 2020

- Allenatore in seconda: Carlos Fernandes
- Assistenti: Emanuel Ferro, Adélio Cândido
- Preparatore atletico: Gonçalo Álvaro
- Preparatori dei portieri: Jorge Vital, Tiago Ferreira
- Coordinatore settore giovanile: João Paulo Costa

Area scout
- Capo osservatore: Raul José
- Osservatori: José Chieira, Pedro Brandão
- Coordinatori vivaio: José Luís Vidigal, Miguel Quaresma

Management
- Direttore sportivo: Hugo Viana
- Team manager: Beto

Reparto medico
- Medico Sociale: João Pedro Araújo
- Fisioterapisti: Paulo Barreira, Hugo Fontes, Rúben Ferreira
- Scienziato sport: Alireza Rabbani

Area marketing
- Equipaggiamento: Paulinho

## Rosa

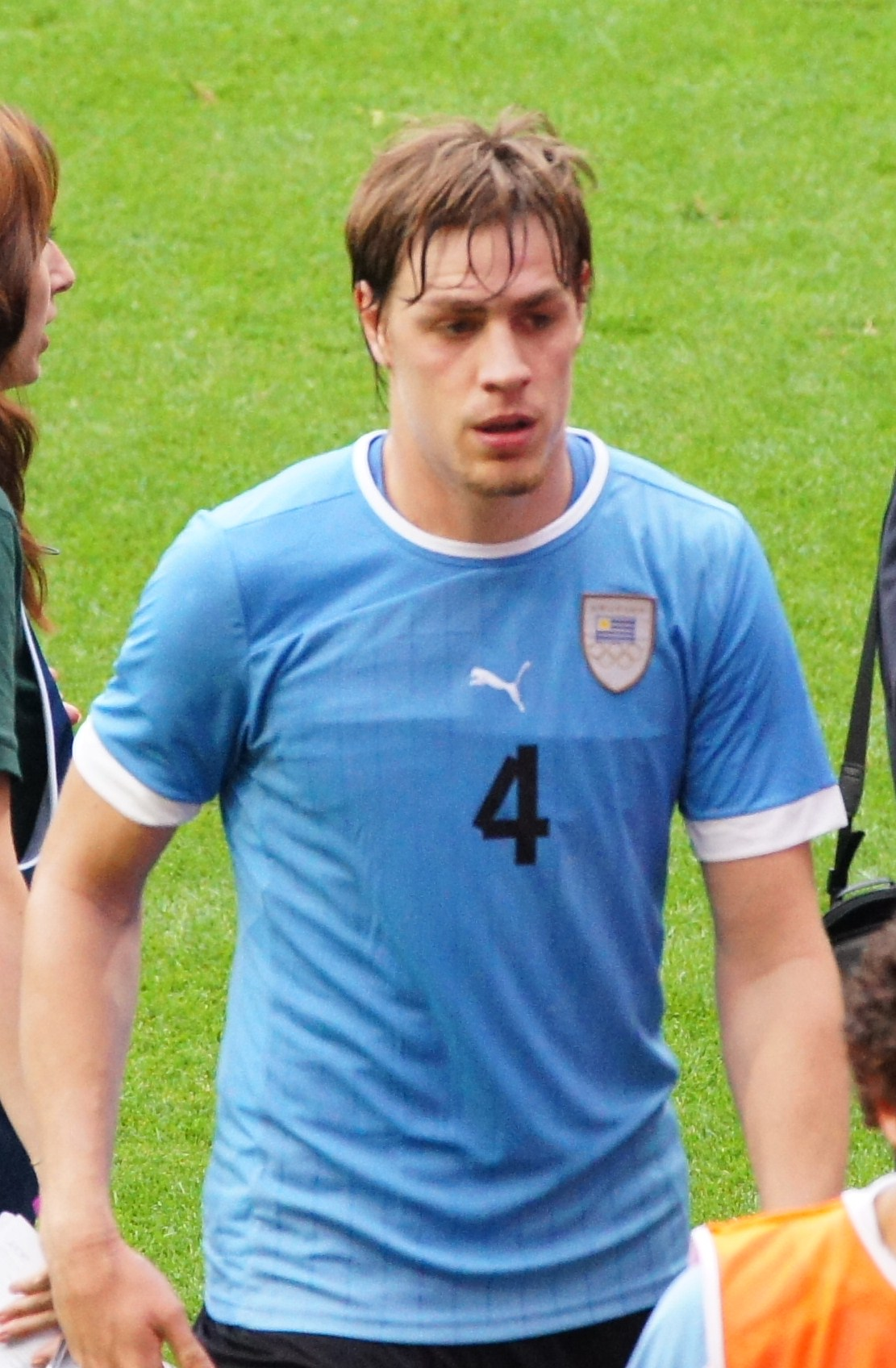
Sebastián Coates (con la maglia dell') è il capitano dello Sporting

La rosa e la numerazione sono tratte dal sito ufficiale dello Sporting Lisbona
| N. |                       | Ruolo | Calciatore                  |
| -- | --------------------- | ----- | --------------------------- |
| 1  | Spagna (bandiera)     | P     | Antonio Adán                |
| 2  | Brasile (bandiera)    | D     | Matheus Reis                |
| 3  | Marocco (bandiera)    | D     | Zouhair Feddal              |
| 4  | Uruguay (bandiera)    | D     | Sebastián Coates (capitano) |
| 5  | Portogallo (bandiera) | D     | Nuno Mendes                 |
| 6  | Portogallo (bandiera) | C     | João Palhinha               |
| 7  | Brasile (bandiera)    | A     | Bruno Tabata                |
| 8  | Portogallo (bandiera) | C     | Matheus Nunes ()            |
| 9  | Algeria (bandiera)    | A     | Islam Slimani               |
| 10 | Capo Verde (bandiera) | A     | Jovane Cabral               |
| 11 | Portogallo (bandiera) | A     | Nuno Santos                 |
| 13 | Portogallo (bandiera) | D     | Luís Neto                   |
| 15 | Uruguay (bandiera)    | C     | Manuel Ugarte               |
| 16 | Portogallo (bandiera) | D     | Rúben Vinagre               |

| N. |                        | Ruolo | Calciatore      |
| -- | ---------------------- | ----- | --------------- |
| 17 | Spagna (bandiera)      | C     | Pablo Sarabia   |
| 19 | Portogallo (bandiera)  | A     | Tiago Tomás     |
| 21 | Portogallo (bandiera)  | A     | Paulinho        |
| 22 | Portogallo (bandiera)  | P     | André Paulo     |
| 23 | Inghilterra (bandiera) | C     | Marcus Edwards  |
| 24 | Spagna (bandiera)      | D     | Pedro Porro     |
| 25 | Portogallo (bandiera)  | D     | Gonçalo Inácio  |
| 28 | Portogallo (bandiera)  | C     | Pedro Gonçalves |
| 31 | Portogallo (bandiera)  | P     | João Virgínia   |
| 47 | Portogallo (bandiera)  | D     | Ricardo Esgaio  |
| 68 | Portogallo (bandiera)  | C     | Daniel Bragança |
| 84 | Portogallo (bandiera)  | D     | Dário Essugo    |
| 87 | Portogallo (bandiera)  | D     | Gonçalo Esteves |
| 91 | Portogallo (bandiera)  | A     | Rodrigo Ribeiro |

## Calciomercato
Il calcio mercato dello Sporting vede in entrata gli arrivi di Esgaio e Ugarte rispettivamente da Braga e Famalicão, mentre in uscita sono di rilievo le partenze di João Mário, che rientra dal prestito all'Inter, e di Nuno Mendes, che passa al Paris Saint-Germain. Proprio dai parigini arriva in prestito lo spagnolo Pablo Sarabia.

### Sessione estiva
| Acquisti         | Acquisti           | Acquisti            | Acquisti                   |
| R.               | Nome               | da                  | Modalità                   |
| ---------------- | ------------------ | ------------------- | -------------------------- |
| P                | João Virgínia      | Everton             | prestito                   |
| D                | Ricardo Esgaio     | Braga               | definitivo (5,5 milioni €) |
| D                | Rúben Vinagre      | Wolverhampton       | prestito                   |
| C                | Pablo Sarabia      | Paris Saint-Germain | prestito                   |
| C                | Manuel Ugarte      | Famalicão           | definitivo (6,5 milioni €) |
| Altre operazioni |                    |                     |                            |
| R.               | Nome               | da                  | Modalità                   |
| D                | Eduardo Henrique   | Crotone             | fine prestito              |
| D                | Ivanildo Fernandes | Almería             | fine prestito              |
| D                | Gonçalo Esteves    | Porto               | gratuito                   |
| D                | Josip Mišić        | Dinamo Zagabria     | fine prestito              |
| D                | Matheus Reis       | Rio Ave             | gratuito                   |
| D                | Valentin Rosier    | Beşiktaş            | fine prestito              |
| D                | Tiago Ilori        | Lorient             | fine prestito              |
| C                | Rodrigo Battaglia  | Alavés              | fine prestito              |
| C                | Idrissa Doumbia    | Huesca              | fine prestito              |
| C                | Mattheus Oliveira  | Coritiba            | fine prestito              |
| A                | Rafael Camacho     | Rio Ave             | fine prestito              |
| A                | Abdoulay Diaby     | Anderlecht          | fine prestito              |
| A                | Pedro Marques      | Gil Vicente         | fine prestito              |
| A                | Pedro Mendes       | Nacional            | fine prestito              |
| A                | Andraž Šporar      | Braga               | fine prestito              |

| Cessioni         | Cessioni           | Cessioni            | Cessioni                          |
| R.               | Nome               | a                   | Modalità                          |
| ---------------- | ------------------ | ------------------- | --------------------------------- |
| P                | Luís Maximiano     | Granada             | definitivo (4,5 milioni €)        |
| D                | Vitorino Antunes   | Paços Ferreira      | gratuito                          |
| D                | João Pereira       |                     | ritirato                          |
| D                | Nuno Mendes        | Paris Saint-Germain | prestito oneroso (7 milioni €)    |
| D                | Eduardo Quaresma   | Tondela             | prestito oneroso (0,18 milioni €) |
| C                | João Mário         | Inter               | fine prestito                     |
| C                | Gonzalo Plata      | Real Valladolid     | prestito                          |
| Altre operazioni |                    |                     |                                   |
| R.               | Nome               | a                   | Modalità                          |
| P                | Renan Ribeiro      | Sporting Lisbona B  | [ 29 ]                            |
| D                | Eduardo Henrique   | Al-Ra'ed            | prestito oneroso (0,35 milioni €) |
| D                | Ivanildo Fernandes | Vizela              | gratuito                          |
| D                | Lumor Agbenyenu    | Arīs Salonicco      | gratuito                          |
| D                | Josip Mišić        | Dinamo Zagabria     | definitivo (2 milioni €)          |
| D                | Matheus Reis       | Rio Ave             | fine prestito                     |
| D                | Valentin Rosier    | Beşiktaş            | prestito                          |
| D                | Tiago Ilori        | Boavista            | prestito oneroso (0,22 milioni €) |
| C                | Rodrigo Battaglia  | Maiorca             | prestito                          |
| C                | Idrissa Doumbia    | Zulte Waregem       | prestito                          |
| C                | Mattheus Oliveira  |                     | svincolato                        |
| A                | Rafael Camacho     | Belenenses SAD      | prestito oneroso (0,2 milioni €)  |
| A                | Abdoulay Diaby     | Sporting Lisbona B  | [ 29 ]                            |
| A                | Pedro Marques      | Famalicão           | prestito                          |
| A                | Pedro Mendes       | Rio Ave             | prestito                          |
| A                | Luiz Phellype      | Santa Clara         | prestito oneroso (0,12 milioni €) |
| A                | Andraž Šporar      | Middlesbrough       | prestito                          |

### Sessione invernale
| Acquisti         | Acquisti       | Acquisti            | Acquisti                    |
| R.               | Nome           | da                  | Modalità                    |
| ---------------- | -------------- | ------------------- | --------------------------- |
| C                | Marcus Edwards | Vitória Guimarães   | definitivo (7,67 milioni €) |
| A                | Islam Slimani  | Olympique Lione     | gratuito                    |
| Altre operazioni |                |                     |                             |
| R.               | Nome           | da                  | Modalità                    |
| D                | Bruno Gaspar   | Vancouver Whitecaps | fine prestito               |
| C                | Carlos Jatobá  | CRB                 | fine prestito               |
| A                | Luiz Phellype  | Santa Clara         | fine prestito               |

| Cessioni         | Cessioni      | Cessioni          | Cessioni                         |
| R.               | Nome          | a                 | Modalità                         |
| ---------------- | ------------- | ----------------- | -------------------------------- |
| A                | Jovane Cabral | Lazio             | prestito oneroso (1 milione €)   |
| A                | Tiago Tomás   | Stoccarda         | prestito oneroso (0,5 milioni €) |
| Altre operazioni |               |                   |                                  |
| R.               | Nome          | a                 | Modalità                         |
| D                | Bruno Gaspar  | Vitória Guimarães | gratuito                         |
| C                | Carlos Jatobá | Santo André       | prestito                         |
| A                | Luiz Phellype | OFI Creta         | prestito                         |

## Risultati

### Primeira Liga

#### Girone di andata
| Arbitro: | Nobre (Leiria) |

|                                |           |  |
| Pedro G. 48’, 64’ Paulinho 74’ | Marcatori |  |

| Arbitro: | Godinho (Évora) |

|                 |           |                         |
| Abel Ruiz 90+1’ | Marcatori | 40’ Jovane 50’ Pedro G. |

| Arbitro: | Oliveira (Porto) |

|                           |           |  |
| G. Inácio 7’ Palhinha 48’ | Marcatori |  |

| Arbitro: | Veríssimo (Leiria) |

|                      |           |              |
| N. Mendes 68’ (aut.) | Marcatori | 82’ Palhinha |

| Arbitro: | Almeida (Algarve) |

|               |           |               |
| N. Santos 16’ | Marcatori | 71’ Luis Díaz |

| Arbitro: | Martins (Lisbona) |

|  |           |                     |
|  | Marcatori | 67’ (rig.) P. Porro |

| Arbitro: | Pinheiro (Braga) |

|                       |           |  |
| P. Porro 90+8’ (rig.) | Marcatori |  |

| Arbitro: | Rui Costa (Porto) |

|             |           |                              |
| Dabbagh 51’ | Marcatori | 16’ Matheus N. 54’ N. Santos |

| Arbitro: | Ferreira (Braga) |

|            |           |  |
| Coates 15’ | Marcatori |  |

| Arbitro: | Rui Costa (Porto) |

|            |           |  |
| Coates 31’ | Marcatori |  |

| Arbitro: | Godinho (Évora) |

|  |           |                         |
|  | Marcatori | 47’ Inácio 69’ Pedro G. |

| Arbitro: | Miguel (Lisbona) |

|                          |           |  |
| Sarabia 10’ Paulinho 50’ | Marcatori |  |

| Arbitro: | Soares Dias (Porto) |

|             |           |                                        |
| Pizzi 90+5’ | Marcatori | 8’ Sarabia 62’ Paulinho 68’ Matheus N. |

| Arbitro: | Almeida (Algarve) |

|                           |           |  |
| Sarabia 52’ N. Santos 59’ | Marcatori |  |

| Arbitro: | Martins (Lisbona) |

|  |           |                                            |
|  | Marcatori | 53’ N. Santos 64’ G. Inácio 90+3’ Bragança |

| Arbitro: | Nobre (Leiria) |

|                        |           |                                        |
| Paulinho 65’, 76’, 83’ | Marcatori | 21’ (aut.) Matheus R. 90+2’ Possignolo |

| Arbitro: | Rui Costa (Porto) |

|                                          |           |                          |
| J. Patric 30’ Lincoln 51’ Ricardinho 73’ | Marcatori | 10’ Palhinha 49’ Sarabia |

#### Girone di ritorno
| Arbitro: | Veríssimo (Leiria) |

|  |           |                           |
|  | Marcatori | 28’ Pedro G. 42’ Bragança |

| Arbitro: | Miguel (Lisbona) |

|              |           |                        |
| Pedro G. 25’ | Marcatori | 53’ Galeno 90+7’ Gorby |

| Arbitro: | Correia (Porto) |

|            |           |                                              |
| Camará 21’ | Marcatori | 11’, 47’ Paulinho 17’ P. Porro 45+2’ Sarabia |

| Arbitro: | Narciso (Setúbal) |

|                                  |           |  |
| Sarabia 6’ (rig.) Matheus R. 62’ | Marcatori |  |

| Arbitro: | Pinheiro (Braga) |

|                         |           |                           |
| F. Vieira 38’ Mehdi 78’ | Marcatori | 8’ Paulinho 34’ N. Santos |

| Arbitro: | Malheiro (Lisbona) |

|                                         |           |  |
| Pedro G. 40’ Matheus R. 76’ Sarabia 81’ | Marcatori |  |

| Arbitro: | Oliveira (Porto) |

|          |           |             |
| Xadas 5’ | Marcatori | 38’ Slimani |

| Arbitro: | Nobre (Leiria) |

|                  |           |  |
| Slimani 46’, 52’ | Marcatori |  |

| Arbitro: | Pinheiro (Braga) |

|  |           |                          |
|  | Marcatori | 29’ Slimani 39’ Paulinho |

| Arbitro: | Veríssimo (Leiria) |

|               |           |                                               |
| Estupiñán 22’ | Marcatori | 45’ (rig.) Sarabia 70’ Paulinho 90+8’ Edwards |

| Arbitro: | Ferreira (Braga) |

|                                    |           |  |
| Sarabia 20’ (rig.) Nuno Santos 72’ | Marcatori |  |

| Arbitro: | Godinho (Évora) |

|                 |           |                                       |
| M. Hernando 71’ | Marcatori | 29’ G. Inácio 33’, 69’ (rig.) Sarabia |

| Arbitro: | Veríssimo (Leiria) |

|  |           |                           |
|  | Marcatori | 14’ Darwin 90+2’ Gil Dias |

| Arbitro: | Mota (Braga) |

|  |           |                                                     |
|  | Marcatori | 37’ Matheus N. 58’ (aut.) Abascal 83’ (rig.) Tabata |

| Arbitro: | Nogueira (Lisbona) |

|                                                                     |           |                  |
| Sarabia 22’ (rig.) Edwards 36’ Lucas 53’ (aut.) Pedro G. 63’ (rig.) | Marcatori | 45+2’ F. Navarro |

| Arbitro: | Rui Costa (Porto) |

|                                   |           |                             |
| Carlinhos 25’ Welinton Júnior 30’ | Marcatori | 12’ Tabata 70’, 76’ Sarabia |

| Arbitro: | Miguel (Lisbona) |

|                                                 |           |  |
| Tabata 41’ P. Porro 51’ Sarabia 56’ Edwards 78’ | Marcatori |  |

### Taça de Portugal
| Arbitro: | Correia (Porto) |

|  |           |                                                         |
|  | Marcatori | 2’, 68’ T. Tomás 77’ (rig.) Jovane 80’ (rig.) N. Santos |

| Arbitro: | Narciso (Setúbal) |

|                          |           |                     |
| Pedro G. 68’, 88’ (rig.) | Marcatori | 78’ (rig.) Heliardo |

| Arbitro: | Rui Costa (Porto) |

|               |           |                        |
| Jota Silva 8’ | Marcatori | 33’ Coates 57’ Sarabia |

| Arbitro: | Mota (Braga) |

|  |           |                                                |
|  | Marcatori | 12’, 80’ Tabata 31’ Matheus N. 90+2’ N. Santos |

| Arbitro: | Soares Dias (Porto) |

|             |           |                                |
| Sarabia 49’ | Marcatori | 59’ (rig.) Mehdi 64’ Evanilson |

| Arbitro: | Almeida (Algarve) |

|                 |           |  |
| T. Martínez 82’ | Marcatori |  |

### Taça da Liga

#### Fase a gironi
| Arbitro: | Mota (Braga) |

|                         |           |          |
| Ugarte 8’ N. Santos 61’ | Marcatori | 90’ Heri |

| Arbitro: | Pereira (Aveiro) |

|  |           |              |
|  | Marcatori | 17’ T. Tomás |

#### Final four
| Arbitro: | Nobre (Leiria) |

|                                   |           |             |
| Villanueva 40’ (aut.) Sarabia 65’ | Marcatori | 32’ Lincoln |

| Arbitro: | Mota (Braga) |

|             |           |                           |
| Everton 23’ | Marcatori | 49’ G. Inácio 78’ Sarabia |

### Champions League

#### Fase a gironi
| Arbitro: | Sánchez Martínez |

|              |           |                                      |
| Paulinho 33’ | Marcatori | 2’, 9’, 51’, 63’ Haller 39’ Berghuis |

| Arbitro: | Jovanović |

|           |           |  |
| Malen 37’ | Marcatori |  |

| Arbitro: | Vinčić |

|           |           |                                                 |
| Larin 24’ | Marcatori | 15’, 27’ Coates 44’ (rig.) Sarabia 89’ Paulinho |

| Arbitro: | Karasëv |

|                                                   |           |  |
| Pedro G. 31’ (rig.), 38’ Paulinho 41’ Sarabia 56’ | Marcatori |  |

| Arbitro: | del Cerro Grande |

|                                |           |             |
| Pedro G. 30’, 39’ P. Porro 81’ | Marcatori | 90+3’ Malen |

| Arbitro: | Massa |

|                                                    |           |                          |
| Haller 8’ (rig.) Antony 42’ Neres 58’ Berghuis 62’ | Marcatori | 22’ N. Santos 78’ Tabata |

#### Fase a eliminazione diretta
| Arbitro: | Jovanović |

|  |           |                                                    |
|  | Marcatori | 7’ Mahrez 17’, 44’ B. Silva 32’ Foden 58’ Sterling |

| Manchester 9 marzo 2022, ore 21:00 CET Ottavi di finale – Ritorno | Manchester City | 0 – 0 referto | Sporting Lisbona | City of Manchester Stadium (51 213 spett.)\| Arbitro: \| Meler \| |
| Arbitro:                                                          | Meler           |               |                  |                                                                   |

### Supertaça Cândido de Oliveira
| Arbitro: | Pinheiro (Braga) |

|                         |           |                |
| Jovane 29’ Pedro G. 43’ | Marcatori | 20’ Fransérgio |

## Statistiche

### Statistiche di squadra
| Competizione                  | Punti | In casa | In casa | In casa | In casa | In casa | In casa | In trasferta | In trasferta | In trasferta | In trasferta | In trasferta | In trasferta | Totale | Totale | Totale | Totale | Totale | Totale | DR  |
| Competizione                  | Punti | G       | V       | N       | P       | Gf      | Gs      | G            | V            | N            | P            | Gf           | Gs           | G      | V      | N      | P      | Gf     | Gs     | DR  |
| ----------------------------- | ----- | ------- | ------- | ------- | ------- | ------- | ------- | ------------ | ------------ | ------------ | ------------ | ------------ | ------------ | ------ | ------ | ------ | ------ | ------ | ------ | --- |
| Primeira Liga                 | 85    | 17      | 14      | 1       | 2       | 34      | 8       | 17           | 13           | 3            | 1            | 39           | 15           | 34     | 27     | 4      | 3      | 73     | 23     | +50 |
| Taça de Portugal              | -     | 2       | 1       | 0       | 1       | 3       | 3       | 4            | 3            | 0            | 1            | 10           | 2            | 6      | 4      | 0      | 2      | 13     | 5      | +8  |
| Taça da Liga                  | 6     | 1       | 1       | 0       | 0       | 2       | 1       | 1            | 1            | 0            | 0            | 1            | 0            | 3      | 3      | 0      | 0      | 5      | 2      | +3  |
| Champions League              | 9     | 4       | 2       | 0       | 2       | 8       | 11      | 4            | 1            | 1            | 2            | 6            | 6            | 8      | 3      | 1      | 4      | 14     | 17     | -3  |
| Supertaça Cândido de Oliveira | -     | -       | -       | -       | -       | -       | -       | -            | -            | -            | -            | -            | -            | 1      | 1      | 0      | 0      | 2      | 1      | +1  |
| Totale                        | -     | 24      | 18      | 1       | 5       | 47      | 22      | 26           | 18           | 4            | 4            | 55           | 24           | 52     | 39     | 4      | 11     | 109    | 49     | +60 |

### Andamento in campionato
| Giornata  | 1 | 2 | 3 | 4 | 5 | 6 | 7 | 8 | 9 | 10 | 11 | 12 | 13 | 14 | 15 | 16 | 17 | 18 | 19 | 20 | 21 | 22 | 23 | 24 | 25 | 26 | 27 | 28 | 29 | 30 | 31 | 32 | 33 | 34 |
| --------- | - | - | - | - | - | - | - | - | - | -- | -- | -- | -- | -- | -- | -- | -- | -- | -- | -- | -- | -- | -- | -- | -- | -- | -- | -- | -- | -- | -- | -- | -- | -- |
| Luogo     | C | T | C | T | C | T | C | T | C | C  | T  | C  | T  | C  | T  | C  | T  | T  | C  | T  | C  | T  | C  | T  | C  | T  | T  | C  | T  | C  | T  | C  | T  | C  |
| Risultato | V | V | V | N | N | V | V | V | V | V  | V  | V  | V  | V  | V  | V  | P  | V  | P  | V  | V  | N  | V  | N  | V  | V  | V  | V  | V  | P  | V  | V  | V  | V  |
| Posizione | 1 | 1 | 1 | 2 | 4 | 3 | 3 | 3 | 3 | 2  | 2  | 2  | 2  | 2  | 2  | 2  | 2  | 2  | 2  | 2  | 2  | 2  | 2  | 2  | 2  | 2  | 2  | 2  | 2  | 2  | 2  | 2  | 2  | 2  |

Legenda:

Luogo: C = Casa; T = Trasferta. Risultato: V = Vittoria; N = Pareggio; P = Sconfitta.

### Statistiche dei giocatori
In corsivo i calciatori che hanno lasciato la squadra a stagione in corso.
| Giocatore   | Primeira Liga | Primeira Liga | Primeira Liga | Primeira Liga | Taça de Portugal + Taça da Liga | Taça de Portugal + Taça da Liga | Taça de Portugal + Taça da Liga | Taça de Portugal + Taça da Liga | Champions League | Champions League | Champions League | Champions League | Supertaça | Supertaça | Supertaça   | Supertaça  | Totale   | Totale | Totale      | Totale     |
| Giocatore   | Presenze      | Reti          | Ammonizioni   | Espulsioni    | Presenze                        | Reti                            | Ammonizioni                     | Espulsioni                      | Presenze         | Reti             | Ammonizioni      | Espulsioni       | Presenze  | Reti      | Ammonizioni | Espulsioni | Presenze | Reti   | Ammonizioni | Espulsioni |
| ----------- | ------------- | ------------- | ------------- | ------------- | ------------------------------- | ------------------------------- | ------------------------------- | ------------------------------- | ---------------- | ---------------- | ---------------- | ---------------- | --------- | --------- | ----------- | ---------- | -------- | ------ | ----------- | ---------- |
| A. Adán     | 33            | -23           | 3             | 0             | 2+2                             | -3+-2                           | 1+0                             | 0+0                             | 7                | -13              | 1                | 0                | 1         | -1        | 0           | 0          | 45       | -42    | 5           | 0          |
| D. Bragança | 25            | 2             | 4             | 1             | 4+1                             | 0+0                             | 0+0                             | 0+0                             | 5                | 0                | 1                | 0                | 0         | 0         | 0           | 0          | 35       | 2      | 5           | 1          |
| S. Coates   | 30            | 2             | 9             | 1             | 3+1                             | 1+0                             | 1+1                             | 0+0                             | 6                | 2                | 1                | 0                | 1         | 0         | 0           | 0          | 41       | 5      | 12          | 1          |
| M. Edwards  | 12            | 3             | 1             | 0             | 2+-                             | 0+-                             | 0+-                             | 0+-                             | 1                | 0                | 0                | 0                | -         | -         | -           | -          | 15       | 3      | 1           | 0          |
| R. Esgaio   | 27            | 0             | 7             | 0             | 5+3                             | 0+0                             | 0+2                             | 0+0                             | 8                | 0                | 1                | 0                | 1         | 0         | 0           | 0          | 44       | 0      | 10          | 0          |
| D. Essugo   | 1             | 0             | 1             | 0             | 0+0                             | 0+0                             | 0+0                             | 0+0                             | 1                | 0                | 0                | 0                | 0         | 0         | 0           | 0          | 2        | 0      | 1           | 0          |
| G. Esteves  | 4             | 0             | 2             | 0             | 3+2                             | 0+0                             | 0+1                             | 0+0                             | 1                | 0                | 0                | 0                | 0         | 0         | 0           | 0          | 10       | 0      | 3           | 0          |
| Z. Feddal   | 14            | 0             | 5             | 0             | 3+2                             | 0+0                             | 1+0                             | 0+0                             | 6                | 0                | 2                | 0                | 1         | 0         | 0           | 0          | 26       | 0      | 8           | 0          |
| Geny        | 1             | 0             | 0             | 0             | 0+0                             | 0+0                             | 0+0                             | 0+0                             | 0                | 0                | 0                | 0                | 0         | 0         | 0           | 0          | 1        | 0      | 0           | 0          |
| J. Goulart  | 0             | 0             | 0             | 0             | 1+0                             | 0+0                             | 0+0                             | 0+0                             | 0                | 0                | 0                | 0                | 0         | 0         | 0           | 0          | 1        | 0      | 0           | 0          |
| G. Inácio   | 28            | 4             | 1             | 0             | 5+4                             | 0+1                             | 0+0                             | 0+0                             | 7                | 0                | 1                | 0                | 1         | 0         | 0           | 0          | 45       | 5      | 2           | 0          |
| Jovane      | 10            | 1             | 1             | 0             | 2+1                             | 1+0                             | 0+1                             | 0+0                             | 3                | 0                | 0                | 0                | 1         | 1         | 0           | 0          | 17       | 3      | 2           | 0          |
| J. Marsà    | 1             | 0             | 0             | 0             | 0+0                             | 0+0                             | 0+0                             | 0+0                             | 0                | 0                | 0                | 0                | 0         | 0         | 0           | 0          | 1        | 0      | 0           | 0          |
| Matheus N.  | 33            | 3             | 4             | 0             | 6+4                             | 1+0                             | 0+1                             | 0+0                             | 6                | 0                | 3                | 0                | 1         | 0         | 0           | 0          | 50       | 4      | 8           | 0          |
| N. Mendes   | 2             | 0             | 1             | 0             | -+-                             | -+-                             | -+-                             | -+-                             | -                | -                | -                | -                | 1         | 0         | 0           | 0          | 3        | 0      | 1           | 0          |
| F. Nazinho  | 2             | 0             | 0             | 0             | 1+0                             | 0+0                             | 0+0                             | 0+0                             | 2                | 0                | 0                | 0                | 0         | 0         | 0           | 0          | 5        | 0      | 0           | 0          |
| L. Neto     | 21            | 0             | 4             | 1             | 4+4                             | 0+0                             | 1+3                             | 0+0                             | 6                | 0                | 1                | 0                | 0         | 0         | 0           | 0          | 35       | 0      | 9           | 1          |
| J. Palhinha | 27            | 3             | 6             | 1             | 2+3                             | 0+0                             | 0+0                             | 0+0                             | 6                | 0                | 2                | 0                | 1         | 0         | 1           | 0          | 39       | 3      | 9           | 1          |
| Paulinho    | 29            | 11            | 10            | 0             | 5+3                             | 0+0                             | 1+1                             | 0+0                             | 8                | 3                | 2                | 0                | 1         | 0         | 0           | 0          | 46       | 14     | 14          | 0          |
| A. Paulo    | 1             | -0            | 0             | 0             | 0+0                             | -0+-0                           | 0+0                             | 0+0                             | 0                | -0               | 0                | 0                | 0         | -0        | 0           | 0          | 1        | 0      | 0           | 0          |
| Pedro G.    | 27            | 8             | 4             | 0             | 4+4                             | 2+0                             | 0+0                             | 0+0                             | 5                | 4                | 0                | 0                | 1         | 1         | 1           | 0          | 41       | 15     | 5           | 0          |
| P. Porro    | 23            | 4             | 6             | 0             | 4+1                             | 0+0                             | 2+0                             | 1+0                             | 7                | 1                | 2                | 0                | 0         | 0         | 0           | 0          | 35       | 5      | 10          | 1          |
| M. Reis     | 26            | 2             | 8             | 1             | 5+4                             | 0+0                             | 0+0                             | 0+0                             | 8                | 0                | 0                | 0                | 1         | 0         | 0           | 0          | 44       | 2      | 8           | 1          |
| R. Ribeiro  | 4             | 0             | 0             | 0             | 0+0                             | 0+0                             | 0+0                             | 0+0                             | 1                | 0                | 0                | 0                | 0         | 0         | 0           | 0          | 5        | 0      | 0           | 0          |
| N. Santos   | 32            | 6             | 4             | 0             | 6+4                             | 2+1                             | 1+0                             | 0+0                             | 7                | 1                | 0                | 0                | 1         | 0         | 0           | 0          | 50       | 10     | 5           | 0          |
| P. Sarabia  | 29            | 15            | 7             | 0             | 4+4                             | 2+2                             | 0+0                             | 0+0                             | 8                | 2                | 0                | 0                | -         | -         | -           | -          | 45       | 21     | 7           | 0          |
| I. Slimani  | 9             | 4             | 1             | 0             | 1+-                             | 0+-                             | 1+-                             | 0+-                             | 2                | 0                | 1                | 0                | -         | -         | -           | -          | 12       | 4      | 3           | 0          |
| B. Tabata   | 21            | 3             | 1             | 1             | 3+3                             | 2+0                             | 1+2                             | 1+1                             | 4                | 1                | 1                | 0                | 1         | 0         | 0           | 0          | 32       | 6      | 5           | 3          |
| T. Tomás    | 13            | 0             | 2             | 0             | 2+3                             | 2+1                             | 0+0                             | 0+0                             | 5                | 0                | 1                | 0                | 1         | 0         | 0           | 0          | 24       | 3      | 3           | 0          |
| M. Ugarte   | 25            | 0             | 4             | 0             | 5+4                             | 0+1                             | 1+0                             | 0+0                             | 3                | 0                | 0                | 0                | -         | -         | -           | -          | 37       | 1      | 5           | 0          |
| R. Vinagre  | 12            | 0             | 2             | 0             | 2+2                             | 0+0                             | 0+1                             | 0+0                             | 3                | 0                | 1                | 0                | 0         | 0         | 0           | 0          | 19       | 0      | 4           | 0          |
| J. Virgínia | 1             | -0            | 0             | 0             | 4+2                             | -2+-1                           | 1+0                             | 0+0                             | 1                | -4               | 0                | 0                | -         | -         | -           | -          | 8        | -7     | 1           | 0          |